# 563 هـ
563 هـ هي سنة في التقويم الهجري امتدت مقابلةً في التقويم الميلادي بين سنتي 1167 و1168.

## وفيات
- أبو النجيب السهروردي
- الرشيد الأسواني